# Prvenstvo rezervnih sastava nogometnih momčadi za grad Zagreb 1947.
Prvenstvo rezervnih sastava nogometnih momčadi za grad Zagreb za 1947. godinu je osvojila rezervna momčad "Dinama". Igrano je jednokružnim liga-sustavom. 

## Ljestvica
| mj. | klub                 | ut. | pob. | ner. | por. | gol+ | gol- | bod |
| --- | -------------------- | --- | ---- | ---- | ---- | ---- | ---- | --- |
| 1.  | Dinamo II Zagreb     | 5   | 5    | 0    | 0    | 17   | 5    | 10  |
| 2.  | Metalac II Zagreb    | 6   | 4    | 0    | 2    | 14   | 12   | 8   |
| 3.  | Lokomotiva II Zagreb | 5   | 3    | 1    | 1    | 13   | 7    | 7   |
| 4.  | Jedinstvo II Zagreb  | 6   | 2    | 1    | 3    | 5    | 10   | 5   |
| 5.  | Zagreb II            | 6   | 2    | 0    | 4    | 10   | 16   | 4   |
| 6.  | Milicioner II Zagreb | 6   | 2    | 0    | 4    | 9    | 19   | 4   |
| 7.  | Mladost II Zagreb    | 6   | 1    | 0    | 5    | 4    | 13   | 2   |

- ljestvica bez jedne utakmice

## Rezultatska križaljka
| kratica | klub          | DIN | JED | LOK | MET | MIL | MLA | ZAG |
| --- | ------------- | --- | --- | --- | --- | --- | --- | --- |
| DIN | Dinamo II     |     |     |     |     |     |     |     |
| JED | Jedinstvo II  |     |     |     |     |     |     |     |
| LOK | Lokomotiva II |     |     |     |     |     |     |     |
| MET | Metalac II    |     |     |     |     |     |     |     |
| MIL | Milicioner II |     |     |     |     |     |     |     |
| MLA | Mladost II    |     |     |     |     |     |     |     |
| ZAG | Zagreb II     |     |     |     |     |     |     |     |
| |               |     |     |     |     |     |     |     |
| rezultat nakošen - nije vidljiv redoslijed odigravanja međusobnih utakmica iz dostupnih izvora rezultat nakošen i smanjen * - iz dostupnih izvora nije uočljiv domaćin susreta prekrižen rezultat - poništena ili brisana utakmica p - utakmica prekinuta 3:0 p.f. / 0:3 p.f. - rezultat 3:0 bez borbe |               |     |     |     |     |     |     |     |